# Андрей Аврамов
Андрей Димитров Аврамов е български актьор и театрален режисьор.

## Биография
Аврамов е роден на 24 декември 1943 година в София в семейството на Димитър и Бистра Аврамови. Майка му е дъщеря на Гео Милев. През 1967 година завършва актьорско майсторство във Висшия институт за театрално изкуство (ВИТИЗ), след което работи в театрите в Толбухин (1967 – 1968) и Сливен (1968 – 1969) и в Народния театър за младежта в София (1969 – 1977). През 1977 година завършва режисура във ВИТИЗ, след което работи главно като режисьор. От 1999 година е доцент по актьорско майсторство в Държавната музикална академия „Панчо Владигеров“.
Има един син от брака си с Надя Савова.

## Театрални роли
Телевизионен театър
- „Свободен час“ (1977) (Н. Долинина)

## Филмография
- Нощем с белите коне (6-сер. тв, 1985)
- Петимата от РМС (5 серии, 1977) - Свилен Русев – „Бойко“ (в 5 серии: от I до V вкл.)
- Баш майсторът (1970) – помощник на Баш майстора
- Птици и хрътки (1969) – нелегалния
- Свобода или смърт (1969)
- Най-дългата нощ (1967)